# Intel Atom
Intel Atom je družina mikroprocesorjev z izjemno majhno porabo energije, ki so namenjeni predvsem ultra prenosnim računalnikom in drugim prenosnim napravam z majhno porabo energije. Prvi predstavniki družine Atom procesorjev so bili predstavljeni aprila 2008. Ti so bili narejeni v 45-nanometrski tehnologiji, imeli so eno ali dve jedri ter večinoma niso podpirali 64-bitnih operacij. Današnji Intel Atom procesorji se od izvirnih močno razlikujejo, nekatere njihove lastnosti so:
- 2–16 jeder in do 256 GB DDR4 RAM-a,
- integriran I/O,
- do 4 integrirane 10-gigabitne ethernetne adapterje,
- 64-bitni nabor operacij,
- vgrajena virtualizacija,
- podpora za ECC spomin.

## Družina Atom procesorjev

### Intel Atom x7, x5, x3
Procesorji Atom x7, x5, x3 naj bi na prenosnih napravah z majhno velikostjo in porabo energije zagotavljali izboljšano igranje iger, zaščito pred zlonamerno programsko opremo, zaščito identitete in varnost podatkov. Tehnologija Context Aware uporablja senzorje in podatke iz oblaka za nastavitve naprave (npr. če začnemo hoditi, se vklopi senzor pospeška za štetje korakov). Procesorji podpirajo RealSense 3D tehnologijo, zajem slik do velikosti 24 MP in kodiranje/dekodiranje videoposnetkov do 1080p 60fps. Intel DPST omogoča bolj učinkovito porabo baterije z avtomatskim zmanjšanjem osvetlitve zaslona v določenih pogojih.
| Model      | Leto izida | Osnovna hitrost | Predpomnilnik | TDP   | Integrirana grafika                              |
| ---------- | ---------- | --------------- | ------------- | ----- | ------------------------------------------------ |
| x7-Z8750   | 2016       | 1.60 GHz        | 2 MB          | 2 W   | /                                                |
| x7-Z8700   | 2015       | 1.60 GHz        | 2 MB          | 2 W   | /                                                |
| x7-E3950   | 2016       | 1.60 GHz        | 2 MB L2       | 12 W  | Intel HD Graphics 505                            |
| x5-E3940   | 2016       | 1.60 GHz        | 2 MB L2       | 9.5 W | Intel HD Graphics 500                            |
| x5-E3930   | 2016       | 1.30 GHz        | 2 MB L2       | 6.5 W | Intel HD Graphics 500                            |
| x5-Z8550   | 2016       | 1.44 GHz        | 2 MB          | 2 W   | /                                                |
| x5-Z8500   | 2015       | 1.44 GHz        | 2 MB          | 2 W   | /                                                |
| x5-Z8350   | 2016       | 1.44 GHz        | 2 MB          | 2 W   | /                                                |
| x5-Z8330   | 2016       | 1.44 GHz        | 2 MB L2       | 2 W   | /                                                |
| x5-Z8300   | 2015       | 1.44 GHz        | 2 MB          | 2 W   | /                                                |
| x5-E8000   | 2016       | 1.04 GHz        | 2 MB          | 5 W   | Intel HD Graphics for Intel Celeron N3000 Series |
| x3-C3445   | 2015       | 1.20 GHz        | 1 MB          | 2 W   | /                                                |
| x3-C3405   | 2015       | 1.20 GHz        | 1 MB          | 2 W   | /                                                |
| x3-C3265RK | 2015       |                 | 1 MB L2       | 2 W   | /                                                |
| x3-C3295RK | 2015       |                 | 1 MB L2       | 2 W   | /                                                |
| x3-C3235RK | 2015       |                 | 1 MB          | 2 W   | /                                                |
| x3-C3230RK | 2015       |                 | 1 MB          | 2 W   | /                                                |
| x3-C3205RK | 2016       |                 | 1 MB          | 2 W   | /                                                |
| x3-C3200RK | 2015       |                 | 1 MB          | 2 W   | /                                                |
| x3-C3130   | 2015       | 1.00 GHz        | 512 kB        |       | /                                                |

### Intel Atom C
Procesorji Atom C, narejeni v dizajnu SoC (system-on-a-chip) zagotavljajo učinkovito inteligenco v manjše prostore na robu omrežja. Uporabljeni so v različnih lahkih delovnih procesih, ki zahtevajo malo energije, visoko gostoto in visoko integracijo I/O kot so usmerjevalniki, omrežna stikala, shranjevalni mediji, varnostne aplikacije, ipd. Procesorji serije Atom C so narejeni v 14-nanometrski tehnologiji, imajo od 2 do 16 jeder in TDP od 8.5 W do 32 W.

### Intel Atom E
Procesorji Atom E, kateri so danes večinoma že izven proizvodnje, so narejeni za manj zahtevne aplikacije. Delujejo v prenosnih, mobilnih in drugih majhnih prenosnih napravah. Ponujajo I/O integracijo in dobro zmogljivost na vat.